# Louis Zimmermann
Louis Zimmermann, křtěný Alois Josef, vlastním jménem Alois Zimmermann, 8. července 1892 Orasín – 11. dubna 1932 Chomutov ) byl krušnohorský malíř a grafik.

## Život
Narodil se 8. července 1892 jako nejstarší z šesti dětí v domě čp. 18 v Orasíně, kde jeho rodiče provozovali zájezdní hostinec. Po dokončení základní školy v Boleboři se vyučil u chomutovského mistra Augusta Oskara Nestlera dekorativní malbě. Nejspíše v roce 1910 odešel do Jablonce nad Nisou, kde tři roky navštěvoval školu užitého umění. Poté až do začátku první světové války pracoval v Schindlerově sklárně ve Smrčné jako malíř skla.
Na začátku války nastoupil k 10. zeměbraneckému pěšímu pluku v Mladé Boleslavi, s nímž odjel na ruskou frontu. Tam byl roku 1914 raněn do levé ruky a později utržil těžké zranění holenní kosti, které si vyžádalo dvouletou hospitalizaci v pardubické nemocnici. Několik fotografií dokládá, že se v nemocnici věnoval vlastní tvorbě a ve stejné době začal své obrazy podepisovat jako Louis Zimmermann.
V roce 1917 žil ve městech Innsbruck a Wattens v Rakousku, ale po skončení války se odstěhoval zpět do Orasína, kde se věnoval malování krušnohorské krajiny. Absolvoval také studijní pobyty v Mnichově a Drážďanech. Své obrazy poprvé vystavoval v roce 1920 na spolkových slavnostech společně s přítelem Gustavem Zindelem z nedalekého Radenova. Roku 1926 měl úspěšnou výstavu v chomutovském městském muzeu. Historik umění Josef Opitz vyzdvihl Zimmermannovu práci se světlem a barevností obrazů. Za jeho hlavní přednost odznačil světlo, hloubku prostoru, barevnou harmonii a náladu jednotlivých děl. Tvary Zimmermann ve většině případů rozvolňoval a ponechával je pouze ve formě nutné k porozumění obrazu.

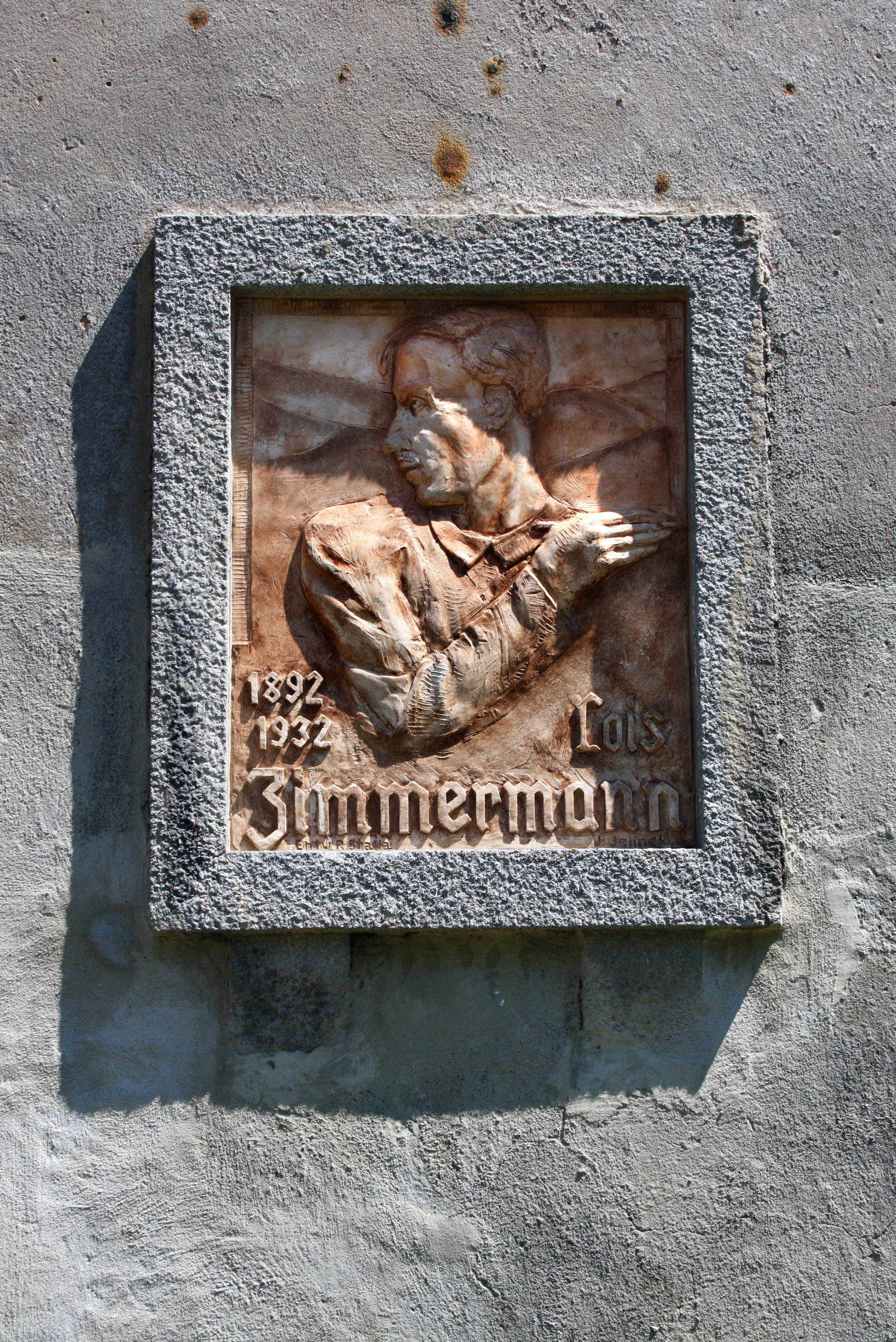
Pamětní deska v Orasíně

Od války ho trápily zdravotní potíže (snad žaludeční vředy). Přesto ještě na začátku roku 1932 plánoval další výstavu, ale v dubnu se jeho stav prudce zhoršil. I přes hospitalizaci v chomutovské nemocnici v noci 12. dubna 1932 zemřel. Pohřben byl na hřbitově v Boleboři.
Dne 15. dubna 1934 byla na jeho rodném domě v Orasíně umístěna pamětní deska. Zhotovil ji chomutovský sochař Rudolf Stalla. V květnu 1932 v chomutovském muzeu proběhla posmrtná výstava Zimmermannových děl a Josef Opitz se pokusil sestavit katalog malířova životního díla, který však nebyl vydán. Dílo, ve 21. století z větší části nezvěstné, zůstalo zdokumentováno v podobě skleněných fotografických negativů.
Po roce 1945 byla pamětní deska z orasínského domu stržena a na bolebořském hřbitově byl zrušen jeho hrob. Po vysídlení Němců z Československa upadlo Zimmermannovo jméno a dílo v zapomnění. Dochovalo se několik obrazů v depozitáři chomutovského muzea a několik děl je rozptýleno v Německu. Teprve v roce 2009 iniciovalo Oblastní muzeum v Chomutově výrobu volné repliky původní pamětní desky, která byla opět umístěna na Zimmermannův rodný dům v Orasíně.